# Canton de Thoissey
Le canton de Thoissey est une ancienne division administrative française, située dans le département de l'Ain en région Auvergne-Rhône-Alpes.

## Géographie
Ce canton était organisé autour de Thoissey dans l'arrondissement de Bourg-en-Bresse. Son altitude variait de 167 m pour  Saint-Didier-sur-Chalaronne à 267 m pour Valeins, avec une moyenne de 206 m.

## Histoire

Localisation du canton dans l'Ain avant 2015

Jusqu'en 1951, Dompierre-sur-Chalaronne, commune du canton à cette époque, fut rattachée au canton de Châtillon-sur-Chalaronne à la demande de sa population.
Par le décret du 13 février 2014, le canton est supprimé à compter des élections départementales françaises de 2015, en application de la loi du 17 mai 2013 prévoyant le redécoupage des cantons français.

## Représentation

### Conseillers généraux de 1833 à 2015
| Période           | Période      | Identité                                 | Étiquette                    | Qualité |
| ----------------- | ------------ | ---------------------------------------- | ---------------------------- | --- |
| 1833              | 1847 (décès) | Antoine Lorrin                           | Opposition constitutionnelle | Ancien avocat général près la Cour de Lyon Maire d'Illiat, député (1830-1831) |
| 1848              | 1868 (décès) | Baron Eugène Ducret de Lange (1787-1868) |                              | Propriétaire du château de Larvolot, à Boyer (Saône-et-Loire) |
| 1869              | 1871         | Auguste Verne de Bachelard               |                              | Juge d'instruction au Tribunal de Lyon Propriétaire à Saint-Didier-sur-Chalaronne, conseiller d'arrondissement |
| 1871              | 1895         | Claude Ducher                            | Républicain                  | Docteur-médecin, maire de Thoissey Député (1885-1889) |
| 1895              | 1901         | Étienne-Gaspard Aynès                    | Droite                       | Ingénieur civil, Maire de Saint-Didier-sur-Chalaronne (1893-1907) |
| 1901              | 1907         | Jean-Marie André Orsel                   | Rad.                         | Propriétaire, Maire de Montmerle-sur-Saône (1888-1903), conseiller d'arrondissement |
| 1907              | 1937         | Benoît Piron                             | Rad.ind.                     | Maire de Saint-Didier-sur-Chalaronne (1908-1935) |
| 1937              | 1940         | Dominique Falconnet                      | FR                           | Pépiniériste, membre du bureau exécutif de la Fédération des horticulteurs de France Maire de Saint-Didier-sur-Chalaronne (1935-1944) Membre de la Commission administrative départementale (1941-1942) Nommé conseiller départemental en 1942 |
|                   |              |                                          |                              | |
| 1945              | 1946 (décès) | Henri Berger                             | UDSR                         | Médecin Maire de Montmerle-sur-Saône |
| 1946              | 1961         | Jean Chamérat                            | RGR puis RPF puis DVD        | Maire de Saint-Didier-sur-Chalaronne (1955-1958 et 1959-1965) |
| 1961              | 1968 (décès) | Louis Marchand                           | SFIO                         | Maire de Thoissey |
| 1er décembre 1968 | 1979         | Raymond Noël                             | Rad. puis MRG                | Maire de Saint-Didier-sur-Chalaronne (1966-1978) |
| 1979              | 1991 (décès) | François Bastide                         | DVD-UDF                      | Maire de Thoissey (1968-1991) |
| 1991              | 2004         | Pierre Montagnier                        | UDF-CDS                      | Maire de Saint-Didier-sur-Chalaronne (1990-2001) |
| 2004              | 2015         | André Philippon                          | DVG                          | Professeur Maire de Thoissey (1995-2008) Vice-président du conseil général |

### Conseillers d'arrondissement (de 1833 à 1940)
Le canton de Thoissey avait deux conseillers d'arrondissement.
| Période                                  | Période               | Identité                                     | Étiquette   | Qualité |
| ---------------------------------------- | --------------------- | -------------------------------------------- | ----------- | --- |
| 1833                                     | 1836                  | Jean Charles Billioud ainé (1772-1854)       |             | Avocat à Bourg, propriétaire, maire de Guéreins                                                                    |
| 1833                                     | 1839                  | Jean Baptiste Crozet de Céran                |             | Maire de Mogneneins                                                                                                |
| 1836                                     | 1842                  | Antoine Chamérat (1802-1851)                 |             | Notaire à Thoissey jusqu'en 1840                                                                                   |
| 1839                                     | 1848                  | Joseph Antoine Claude Perraud (1799-1857)    |             | Juge d'instruction à Villefranche-sur-Saône, propriétaire à Montmerle-sur-Saône                                    |
| 1848                                     | 1864                  | Pierre-Claude Dupont                         |             | Juge d'instruction, propriétaire à Trévoux                                                                         |
| 1864                                     | 1869                  | Auguste Alexandre Antoine Verne de Bachelard |             | Juge à Lyon, propriétaire à Saint-Didier-sur-Chalaronne                                                            |
|                                          |                       |                                              |             | |
| 1871                                     | 1872 (décès)          | Jean-Jacques Perraud (1821-1872)             |             | Avoué auprès de la Cour de Lyon, propriétaire, maire de Montmerle-sur-Saône, Président du Conseil d'arrondissement |
| 1872                                     | 1877                  | M. Ballet                                    |             | |
| 1877                                     | 20 avril 1881 (décès) | Philippe Mathon                              |             | Meunier à Guéreins, propriétaire à Thoissey                                                                        |
| 29 mai 1881                              | 1886                  | Jean Vernay                                  |             | Adjoint au maire de Saint-Étienne-sur-Chalaronne                                                                   |
| 1886                                     | 1892                  | Gaspard Aynès                                |             | Propriétaire à Mogneneins                                                                                          |
| 1892                                     | 1898                  | Gabriel Billioud                             | Monarchiste | Avocat à Trévoux                                                                                                   |
| 1898                                     | 1901                  | Jean-Marie André Orsel                       | Républicain | Propriétaire, Maire de Montmerle-sur-Saône                                                                         |
| 1901                                     | 1936 (décès)          | Aimé Ducher (1860-1936)                      | Radical     | Médecin, maire de Thoissey, Président du Conseil d'arrondissement                                                  |
| 1936                                     | 1940                  | Jean-Claude Sollier                          | Radical     | Instituteur retraité, maire de Garnerans                                                                           |
| 1940                                     |                       |                                              |             | Les conseils d'arrondissement ont été suspendus par la loi du 12 octobre 1940 et n'ont jamais été réactivés        |
| Les données manquantes sont à compléter. |                       |                                              |             | |

Source : Journal Le Courrier de l'Ain sur le site des archives départementales.

## Composition
Le canton de Thoissey regroupait douze communes et comptait 14 903 habitants (recensement de 2009 population municipale).
| Nom                          | Code Insee | Intercommunalité       | Population (dernière pop. légale) |
| ---------------------------- | ---------- | ---------------------- | --------------------------------- |
| Thoissey (chef-lieu)         | 01420      | CC Val de Saône Centre | 1 671 (2014)                      |
| Garnerans                    | 01167      | CC Val de Saône Centre | 660 (2014)                        |
| Genouilleux                  | 01169      | CC Val de Saône Centre | 583 (2014)                        |
| Guéreins                     | 01183      | CC Val de Saône Centre | 1 423 (2014)                      |
| Illiat                       | 01188      | CC Val de Saône Centre | 601 (2014)                        |
| Mogneneins                   | 01252      | CC Val de Saône Centre | 779 (2014)                        |
| Montceaux                    | 01258      | CC Val de Saône Centre | 1 211 (2014)                      |
| Montmerle-sur-Saône          | 01263      | CC Val de Saône Centre | 3 811 (2014)                      |
| Peyzieux-sur-Saône           | 01295      | CC Val de Saône Centre | 640 (2014)                        |
| Saint-Didier-sur-Chalaronne  | 01348      | CC Val de Saône Centre | 2 799 (2014)                      |
| Saint-Étienne-sur-Chalaronne | 01351      | CC Val de Saône Centre | 1 529 (2014)                      |
| Valeins                      | 01428      | CC de la Dombes        | 133 (2014)                        |

## Démographie
| 1962  | 1968  | 1975  | 1982  | 1990   | 1999   | 2006   | 2011   | 2012   |
| ----- | ----- | ----- | ----- | ------ | ------ | ------ | ------ | ------ |
| 7 624 | 7 825 | 8 105 | 9 344 | 10 668 | 12 005 | 14 105 | 15 359 | 15 587 |